# Joan Grimalt i Santacana
Joan Grimalt i Santacana (Terrassa, 13 de març de 1960) és un director d'orquestra (Universitat de Viena), pianista, compositor, musicòleg i pedagog català. És llicenciat en Filologia (Universitat de Barcelona) i doctor en Musicologia (Universitat Autònoma de Barcelona), amb una tesi sobre les cançons Wunderhorn de Gustav Mahler.
Després d'estudiar piano amb Rosa Puig i Llonch (Terrassa), Àngel Soler (Centre d'Estudis Musicals de Barcelona) i Miquel Farré (Conservatori superior de Barcelona), continua els seus estudis a la Hochschule für Musik und darstellende Kunst de Viena, avui Universität für Musik und darstellende Kunst Wien. Allà estudia piano, pedagogia, composició, música sacra i direcció d'orquestra i cor. Al mateix temps funda, gràcies a la intervenció del gran lingüista Fritz Peter Kirsch, Arxivat 2018-09-29 a Wayback Machine. el primer lectorat de català al Departament de Romàniques de la Universitat de Viena. A més, ensenya (i aprèn, és clar) espanyol al Lateinamerika Institut.
Al final de l'etapa d'estudiant funda, amb un grup de companys, la Wiener Taschenoper Arxivat 2018-09-30 a Wayback Machine. ('Òpera de butxaca de Viena'). La primera producció de la jove companyia (1989) és el seu debut operístic: l'òpera de Benjamin Britten The Turn of the Screw. Més endavant la tornaria a interpretar a la Wiener Kammeroper, on també va dirigir algunes produccions (1991-95). Alhora, assisteix els mestres Salvador Mas (Maastricht 1991) i Mario Venzago (Graz 1993). Del 1992 al 1995 és contractat com a correpetidor i director al Landestheater d'Innsbruck. El director general del teatre era Dominique Mentha. Entre 1995 i 1997 dirigeix, primer com a invitat, després sota contracte, a la Wiener Volksoper (Òpera popular de Viena), quan n'era titular Asher Fisch. Aquesta època, on descobreix l'opereta vienesa, és la culminació de la seva etapa com a director. Una breu temporada com a Kapellmeister al Stadtheater de Pforzheim li fa veure que aquell no és el seu lloc, i retorna a Catalunya el 1998. El mateix any estrena, a Madrid i a Barcelona, l'òpera Ruleta, d'Enric Palomar. El 1999 estrena, al festival Grec de Barcelona, una adaptació musical de L'idiota de Dostoievsky. És una de les poques ocasions on Grimalt apareix com a compositor, i autor del llibret. Dirigia la part escènica Miquel Gorriz.
No tot ha estat òpera: Grimalt ha rebut invitacions per a programes simfònics amb la Jonde, l'Orquestra simfònica del Vallès, la Wiener Mozart-Orchester, Arxivat 2018-09-29 a Wayback Machine. l'Orquesta sinfónica de Asturias, l'Orquesta Filharmónica de G. Canaria, l'avui malauradament desapareguda Orquestra Filharmònica de Plòvdiv (Bulgària), la Simfònica de les Illes Balears, el cor i l'orquestra filharmònics de Craiova (Romania), amb qui estableix una relació estreta; el cor i l'orquestra filharmònics de Timisoara (Romania), o l'Orquesta Ciudad de Granada, entre d'altres. També ha dirigit altres cors, com el Döblinger Gesangsverein de Viena (avui Döblinger Singkreis Arxivat 2018-08-12 a Wayback Machine.), el Cor Montserrat Arxivat 2019-12-27 a Wayback Machine. de Terrassa, o el Lieder Càmera de Sabadell.
Va fundar i dirigir, fins que es va extingir, el grup Exaudi Nos, amb el qual ha recuperat música sacra de compositors catalans, sobretot del barroc, injustament oblidats.
De la seva activitat com a pianista i clavicembalista destaquen concerts de cambra amb la violinista Farran James, la soprano M. Teresa Vert Arxivat 2018-09-29 a Wayback Machine., la violista Elisabeth Gex, la violinista Diana Roche, el violista Peter Krivda, el tenor Antoni Comas, les sopranos Olívia Biarnés i Ulrike Haller, el malaguanyat baríton Klaus Kühbacher o el violoncel·lista terrassenc Lluís Heras. A la seva època de joventut, abans de marxar a Centreuropa, va tenir el privilegi de tocar en alguns grups de jazz liderats pel trompetista Josep M. Farràs Arxivat 2018-09-30 a Wayback Machine., al costat dels seus amics Òscar Roig, Joan Guitart i Manel Tortajada.
Des del 2004 és professor titular de Reducció de partitures i Anàlisi a l'Escola Superior de Música de Catalunya. Des del 1998 fins al 2014 ofereix regularment conferències divulgatives (Com escoltar música?) a la Barcelona School of Management de la Universitat Pompeu Fabra. De resultes d'aquelles sessions d'audició, Grimalt va publicant Com escoltar música (Duxelm, 2007), La música sacra (premi d'assaig Joan Maragall 2009, Cruïlla 2011), La música de Gustav Mahler (2012), i Música i sentits (Duxelm, 2014), un primer intent de sistematitzar el terreny de la significació musical. L'editorial Dinsic està reeditant tots aquests llibres, des de 2021.
També va fer classes (2006-2018) al departament d'Humanitats de la Universitat Internacional de Catalunya i a l'Institut Superior de Ciències Religioses de Barcelona.
El 2006 entra en contacte, a Roma, amb el grup de recerca al voltant de les International Conferences for Musical Signification, liderades per Eero Tarasti. Hi coneix Grabócz Márta, Robert Hatten, i també el que dirigiria la seva tesi doctoral, Raymond Monelle. Des de llavors, no ha deixat de presentar comunicacions a aquestes trobades internacionals dedicades a la recerca sobre la significació musical. Forma part del seu comitè científic des de 2014.
A l'Esmuc, els seus estudiants s'han organitzat per anar-se retrobant de manera extra-curricular en unes Trobades ab sentits, per seguir tractant temes de significació musical, encara poc representats als plans d'estudi oficials. El 2023 ha tingut lloc l'onzena Trobada. El novembre de 2018, aquestes Trobades extra-oficials culminen en unes primeres Jornades ab sentits Arxivat 2018-10-01 a Wayback Machine. organitzades ja des de l'Escola a quatre mans amb Rolf Bäcker Arxivat 2018-10-01 a Wayback Machine.. Hi participen 12 professors de l'Escola que treballen sobre la significació musical des d'òptiques ben variades, 6 estudiants o alumni, i 4 ponents de fora de l'escola: Josep Pons, director musical del Teatre del Liceu; Lina Navickaitė-Martinelli, especialista en Performance Studies; Jorge de Persia, expert en música espanyola des d'un punt de vista crític, i l'esmentat Eero Tarasti, figura senyera mundial de la semiòtica musical. De moment, el 2023 van tenir lloc les cinquenes Jornades ab sentits. Els arxius es troben al canal youtube de l'Esmuc.
El 2020, Grimalt publica a Springer International Publishing, amb el títol Mapping Musical Signification, la reescriptura a l'anglès del seu llibre de 2014, Música i sentits. La seva continuació, Analysing Musical Signification, se centrarà en els aspectes retòrics i narratius de la música instrumental.

## Publicacions
- Com escoltar música (Duxelm, 2007)
- Gustav Mahler (L'Auditori, 2010)
- La música sacra: nou audicions i un pròleg, va guanyar el premi d'assaig Joan Maragall 2009 (Cruïlla i Fundació Joan Maragall, 2011).[5]
- La música de Gustav Mahler. Una guia d'audició (Duxelm, 2012).
- Música i sentits. Introducció a la significació musical (Duxelm, 2014).[6]
- Mapping Musical Signification. Springer 2020.